# Hypalastoroides mexicanus
Hypalastoroides mexicanus är en stekelart som först beskrevs av Henri Saussure 1871.  Hypalastoroides mexicanus ingår i släktet Hypalastoroides och familjen Eumenidae. Inga underarter finns listade i Catalogue of Life.